# Genderperformativiteit
Genderperformativiteit is het idee dat gender geen natuurlijk gegeven is, maar wordt geconstrueerd door performance (opvoering) en rollenspel. Bij verschillende genderrollen horen specifieke gedragingen en handelingen. Welke dat zijn, wordt bepaald door verscheidene culturele discoursen en met name via taal. Door het herhaaldelijk opvoeren (performen) van bepaalde handelingen en gedragingen verkrijgen individuen een schijnbaar coherente genderidentiteit. Daarbij zijn drie aspecten van belang:
- Het steeds herhalen van deze gedragingen en handelingen heeft tot gevolg dat het natuurlijk gaat voelen;
- Deze gedragingen en handelingen hebben een werkelijkheidscheppend vermogen (dus ze beschrijven niet alleen de werkelijkheid, maar hebben er ook invloed op);
- De herhalingen van de gedragingen en handelingen zijn niet bewust of vrijwillig.[1]

## Performativity in taal
Het concept van performativity komt uit de taalfilosofie. Al in de Oudheid en Renaissance werd retorische taal gezien als een belangrijk aspect van menselijk gedrag omdat het acties van mensen definieert en beïnvloedt. Recente ontwikkelingen in de taalfilosofie proberen aan te tonen dat spraak inderdaad een soort van actie is. In How to Do Things With Words (1962) bestudeerde de Engelse filosoof J.L. Austin zogenaamde performative utterances: uitspraken die samenvallen met iets dat gedaan wordt in plaats van dat iets slechts beschreven wordt. Volgens Austin voert een spreker in elk gebruik van taal verscheidene acties uit. Door te zeggen Het is vijf uur zouden de volgende acties uitgevoerd kunnen worden:
1. verkondigen hoe laat het is;
2. Anne eraan herinneren dat haar favoriete TV programma bijna begint;
3. Lucas waarschuwen dat hij te laat komt voor zijn werk.

Volgens Austin zijn de drie voornaamste soorten van speech act (taalhandeling):
- Locutionaire actie: de actie van iets zeggen;
- Illocutionaire actie: een actie die gedaan wordt terwijl iets gezegd wordt;
- Perlocutionaire actie: een actie die gedaan wordt doordat iets gezegd wordt.

In het bovengenoemde voorbeeld is:
1. (verkondigen) een locutionaire actie;
2. (herinneren) een illocutionaire actie;
3. (waarschuwen) een perlocutionaire actie.[2]

Dit leidt Austin tot de conclusie dat taal niet slechts de sprekers perceptie van de werkelijkheid uitdrukt, maar dat sprekers taal ook kunnen gebruiken om de werkelijkheid te scheppen. Zijn focus op de functionaliteit van uitdrukkingen, en niet op of ze enkel waar of niet waar zijn, bleek revolutionair en de interdisciplinaire tak van speech act theory (taalhandelingstheorie) werd in navolging geboren.

## Performativity in gender
De Amerikaanse filosofe Judith Butler linkt performativity in haar boek Gender Trouble (1990) aan gender. Het startpunt voor Butlers werk is dat genderidentiteit niet biologisch kan worden bepaald. Butler borduurt daarmee voort op de uitspraak van Simone de Beauvoir: "On ne naît pas femme, on le devient" (Men wordt niet geboren als vrouw, men wordt een vrouw). De Beauvoir maakt een onderscheid tussen gender en sekse, waarbij gender moet worden gezien als een sociaal construct gecentreerd rond het natuurlijke of de biologische verschillen tussen de seksen (zie ook Gender (identiteitsaspect)).
Butler bouwt met betrekking tot performativity voort op theorieën van de Amerikaanse filosoof John Searle en was met name geïnteresseerd in Searles analyse van de manier waarop performative utterances niet slechts dingen doen, maar de betrokkenen ook verbinden aan toekomstige handelingen. Bijvoorbeeld, wanneer een rechter een rechtszaak sluit, beëindigt deze niet slechts het proces, maar zet ook een keten van gebeurtenissen in gang – de verdachte wordt vrijgelaten of opgesloten en de zitting wordt opgeheven. Het punt van Searle daarbij is: om een impact te kunnen hebben op de toekomst, moet een performative utterance zich houden aan bepaalde conventies die eerder vastgesteld zijn. De maatschappij moet de autoriteit van de rechter en de vorm van haar uitspraak accepteren. Een performative utterance is dus net zozeer een herhaling of re-creatie van wat er verwacht wordt, als een handeling van individueel agentschap (zie ook Structure-agency-debat).
Voor Butler is gender niet zozeer een ding, maar een proces waarbij patronen in taal en handeling zichzelf herhalen. De realiteit van gender is het doen, hoe iemand zich kleedt, beweegt, spreekt en eruitziet.
Het concept van Butler bevat twee belangrijke uitbreidingen op het begrip performative zoals Austin en Searle het gebruikten. Ten eerste bestaat gender niet alleen binnen taal: het gaat volgens Butler ook om lichamen die dingen doen, zoals het schudden van iemands hand of het dragen van kleding. Ten tweede, het performen van gender is niet iets dat wordt gedaan door een bestaand, ongebonden individu. Gender is geen rol die iemand simpelweg kiest, een beslissing die wordt genomen door een losgekoppelde, pre-sociale, bewuste geest. In plaats daarvan wordt de identiteit van de actor juist geschapen via de handelingen zelf en deze handelingen zijn vaak onbewust en op z'n minst gedeeltelijk gedwongen, omdat ze zijn gebaseerd op eerder vastgestelde conventies. Dus ondanks dat gender een performance is, is die performance niet vrijwillig. Het gaat natuurlijk voelen door zijn banaliteit en herhaling.

## Implicaties
Het idee van gender performativity gaat in tegen het essentialistische perspectief van sociale identiteit waarbij gender biologisch bepaald is en een onveranderbare en herkenbare fysieke essentie is. Het concept genderperformativiteit bevraagt de essentie van genderrollen en identiteit als bepaald door puur fysieke en biologische factoren. In plaats daarvan is genderidentiteit een performance of construct dat bestaat uit gedragingen en rollen die worden toegeschreven aan een bepaald gender. De gendergerelateerde handelingen zijn dan ook niet natuurlijk of onvermijdelijk, maar veranderlijk en fluïde. Gender is afhankelijk van de context waarin deze wordt opgevoerd en onderdeel van een breder discours van gender, seksualiteit en sekse in de maatschappij. In queer theory wordt op dit idee voortgebouwd.